# Paris-Nice 2017
La 75e édition de Paris-Nice a lieu du 5 au 12 mars 2017. C'est la sixième épreuve de l'UCI World Tour 2017.

## Présentation

### Parcours
Comme lors de l'édition 2010, la Course au soleil débute des Yvelines, par une étape de 148,5 km autour de Bois-d'Arcy. Après deux nouvelles étapes de plaine, les coureurs disputent un contre-la-montre de 14,5 km, qui se termine par l'ascension du Mont Brouilly. Les sprinteurs ont une dernière chance de victoire, puis une étape arrivant à Fayence via la double ascension du col de Bourigaille, qui a accueilli la course pour la dernière fois en 2014. Le week-end final est montagneux : la 7e étape se conclut par l'enchaînement du col Saint-Martin et du col de la Couillole, qui est le théâtre de l'arrivée au sommet la plus haute de l'histoire de l'épreuve ; la dernière étape est une courte (115,5 km) boucle montagneuse autour de Nice,.

### Équipes
En tant qu'épreuve World Tour, les dix-huit WorldTeams participent à la course.
Vingt-deux équipes participent à ce Paris-Nice - dix-huit WorldTeams et quatre équipes continentales professionnelles :
| UCI WorldTeams    | UCI WorldTeams      | UCI WorldTeams |
| Nom de l'équipe   | Pays                | Code           |
| ----------------- | ------------------- | -------------- |
| AG2R La Mondiale  | France              | ALM            |
| Astana            | Kazakhstan          | AST            |
| Bahrain-Merida    | Bahreïn             | TBM            |
| BMC Racing        | États-Unis          | BMC            |
| Bora-Hansgrohe    | Allemagne           | BOH            |
| Cannondale-Drapac | États-Unis          | CDT            |
| Dimension Data    | Afrique du Sud      | DDD            |
| FDJ               | France              | FDJ            |
| Katusha-Alpecin   | Suisse              | KAT            |
| Lotto NL-Jumbo    | Pays-Bas            | TLJ            |
| Lotto-Fix ALL     | Belgique            | LTS            |
| Movistar          | Espagne             | MOV            |
| Orica-Scott       | Australie           | ORS            |
| Quick-Step Floors | Belgique            | QST            |
| Sky               | Grande-Bretagne     | SKY            |
| Sunweb            | Allemagne           | SUN            |
| Trek-Segafredo    | États-Unis          | TFS            |
| UAE Emirates      | Émirats arabes unis | UAD            |

| Équipes continentales professionnelles | Équipes continentales professionnelles | Équipes continentales professionnelles |
| Nom de l'équipe                        | Pays                                   | Code                                   |
| -------------------------------------- | -------------------------------------- | -------------------------------------- |
| Cofidis                                | France                                 | COF                                    |
| Delko-Marseille Provence-KTM           | France                                 | DMP                                    |
| Direct Énergie                         | France                                 | DEN                                    |
| Fortuneo-Vital Concept                 | France                                 | FVC                                    |

## Étapes
| Étape     | Date    | Villes étapes                          | type                        | Distance (km) | Vainqueur d'étape  | Leader du classement général |
| --------- | ------- | -------------------------------------- | --------------------------- | ------------- | ------------------ | ---------------------------- |
| 1re étape | 5 mars  | Bois-d'Arcy – Bois-d'Arcy              | étape vallonnée             | 148,5         | Arnaud Démare      | Arnaud Démare                |
| 2e étape  | 6 mars  | Rochefort-en-Yvelines – Amilly         | étape de plaine             | 192,5         | Sonny Colbrelli    | Arnaud Démare                |
| 3e étape  | 7 mars  | Chablis – Chalon-sur-Saône             | étape vallonnée             | 190           | Sam Bennett        | Arnaud Démare                |
| 4e étape  | 8 mars  | Beaujeu – mont Brouilly                | contre-la-montre individuel | 14,5          | Julian Alaphilippe | Julian Alaphilippe           |
| 5e étape  | 9 mars  | Quincié-en-Beaujolais – Bourg-de-Péage | étape de plaine             | 199,5         | André Greipel      | Julian Alaphilippe           |
| 6e étape  | 10 mars | Aubagne – Fayence                      | étape de moyenne montagne   | 192           | Simon Yates        | Julian Alaphilippe           |
| 7e étape  | 11 mars | Nice – col de la Couillole             | étape de montagne           | 177           | Richie Porte       | Sergio Henao                 |
| 8e étape  | 12 mars | Nice – Nice                            | étape de moyenne montagne   | 115,5         | David de la Cruz   | Sergio Henao                 |

## Déroulement de la course

### 1reétape
| Classement | Classement         | Classement | Classement             | Classement         |
|            | Coureur            | Pays       | Équipe                 | Temps              |
| ---------- | ------------------ | ---------- | ---------------------- | ------------------ |
| 1er        | Arnaud Démare      | France     | FDJ                    | en 3 h 22 min 43 s |
| 2e         | Julian Alaphilippe | France     | Quick-Step Floors      | + 0 s              |
| 3e         | Alexander Kristoff | Norvège    | Katusha-Alpecin        | + 9 s              |
| 4e         | Philippe Gilbert   | Belgique   | Quick-Step Floors      | + 9 s              |
| 5e         | Romain Hardy       | France     | Fortuneo-Vital Concept | + 9 s              |
| 6e         | Daniel Martin      | Irlande    | Quick-Step Floors      | + 9 s              |
| 7e         | Tony Gallopin      | France     | Lotto-Soudal           | + 9 s              |
| 8e         | Marco Haller       | Autriche   | Katusha-Alpecin        | + 9 s              |
| 9e         | Sergio Henao       | Colombie   | Sky                    | + 9 s              |
| 10e        | Rudy Molard        | France     | FDJ                    | + 9 s              |
| modifier   |                    |            |                        |                    |

| \| Classement général \| Classement général \| Classement général \| Classement général \| Classement général \| \| Coureur \| Coureur \| Pays \| Équipe \| Temps \| \| ------------------ \| ------------------ \| ------------------ \| ---------------------- \| ------------------ \| \| 1er \| Arnaud Démare \| France \| FDJ \| 3 h 22 min 33 s \| \| 2e \| Julian Alaphilippe \| France \| Quick-Step Floors \| + 4 s \| \| 3e \| Alexander Kristoff \| Norvège \| Katusha-Alpecin \| + 15 s \| \| 4e \| Philippe Gilbert \| Belgique \| Quick-Step Floors \| + 16 s \| \| 5e \| Tony Gallopin \| France \| Lotto-Soudal \| + 17 s \| \| 6e \| Romain Hardy \| France \| Fortuneo-Vital Concept \| + 18 s \| \| 7e \| Dan Martin \| Irlande \| Quick-Step Floors \| + 19 s \| \| 8e \| Marco Haller \| Autriche \| Katusha-Alpecin \| + 19 s \| \| 9e \| Sergio Henao \| Colombie \| Team Sky \| + 19 s \| \| 10e \| Rudy Molard \| France \| FDJ \| + 19 s \| |                    |          |                        |                 |
| |                    |          |                        |                 |
| |                    |          |                        |                 |
| Classement général |                    |          |                        |                 |
| Coureur | Coureur            | Pays     | Équipe                 | Temps           |
| 1er | Arnaud Démare      | France   | FDJ                    | 3 h 22 min 33 s |
| 2e | Julian Alaphilippe | France   | Quick-Step Floors      | + 4 s           |
| 3e | Alexander Kristoff | Norvège  | Katusha-Alpecin        | + 15 s          |
| 4e | Philippe Gilbert   | Belgique | Quick-Step Floors      | + 16 s          |
| 5e | Tony Gallopin      | France   | Lotto-Soudal           | + 17 s          |
| 6e | Romain Hardy       | France   | Fortuneo-Vital Concept | + 18 s          |
| 7e | Dan Martin         | Irlande  | Quick-Step Floors      | + 19 s          |
| 8e | Marco Haller       | Autriche | Katusha-Alpecin        | + 19 s          |
| 9e | Sergio Henao       | Colombie | Team Sky               | + 19 s          |
| 10e | Rudy Molard        | France   | FDJ                    | + 19 s          |

### 2eétape
| Classement | Classement          | Classement | Classement                   | Classement         |
|            | Coureur             | Pays       | Équipe                       | Temps              |
| ---------- | ------------------- | ---------- | ---------------------------- | ------------------ |
| 1er        | Sonny Colbrelli     | Italie     | Bahrain-Merida               | en 4 h 20 min 59 s |
| 2e         | John Degenkolb      | Allemagne  | Trek-Segafredo               | + 0 s              |
| 3e         | Arnaud Démare       | France     | FDJ                          | + 0 s              |
| 4e         | Dylan Groenewegen   | Pays-Bas   | Lotto NL-Jumbo               | + 0 s              |
| 5e         | Christophe Laporte  | France     | Cofidis                      | + 0 s              |
| 6e         | Matti Breschel      | Danemark   | Astana                       | + 0 s              |
| 7e         | Oliver Naesen       | Belgique   | AG2R La Mondiale             | + 0 s              |
| 8e         | André Greipel       | Allemagne  | Lotto-Soudal                 | + 0 s              |
| 9e         | Alexander Kristoff  | Norvège    | Katusha-Alpecin              | + 0 s              |
| 10e        | Evaldas Šiškevičius | Lituanie   | Delko-Marseille Provence-KTM | + 0 s              |
| modifier   |                     |            |                              |                    |

| \| Classement général \| Classement général \| Classement général \| Classement général \| Classement général \| \| Coureur \| Coureur \| Pays \| Équipe \| Temps \| \| ------------------ \| ------------------ \| ------------------ \| ---------------------- \| ------------------ \| \| 1er \| Arnaud Démare \| France \| FDJ \| 7 h 43 min 28 s \| \| 2e \| Julian Alaphilippe \| France \| Quick-Step Floors \| + 6 s \| \| 3e \| Philippe Gilbert \| Belgique \| Quick-Step Floors \| + 17 s \| \| 4e \| Alexander Kristoff \| Norvège \| Katusha-Alpecin \| + 19 s \| \| 5e \| Tony Gallopin \| France \| Lotto-Soudal \| + 19 s \| \| 6e \| Romain Hardy \| France \| Fortuneo-Vital Concept \| + 21 s \| \| 7e \| Dan Martin \| Irlande \| Quick-Step Floors \| + 23 s \| \| 8e \| Sergio Henao \| Colombie \| Team Sky \| + 23 s \| \| 9e \| Rudy Molard \| France \| FDJ \| + 23 s \| \| 10e \| Kristjan Koren \| Slovénie \| Cannondale-Drapac \| + 31 s \| |                    |          |                        |                 |
| |                    |          |                        |                 |
| |                    |          |                        |                 |
| Classement général |                    |          |                        |                 |
| Coureur | Coureur            | Pays     | Équipe                 | Temps           |
| 1er | Arnaud Démare      | France   | FDJ                    | 7 h 43 min 28 s |
| 2e | Julian Alaphilippe | France   | Quick-Step Floors      | + 6 s           |
| 3e | Philippe Gilbert   | Belgique | Quick-Step Floors      | + 17 s          |
| 4e | Alexander Kristoff | Norvège  | Katusha-Alpecin        | + 19 s          |
| 5e | Tony Gallopin      | France   | Lotto-Soudal           | + 19 s          |
| 6e | Romain Hardy       | France   | Fortuneo-Vital Concept | + 21 s          |
| 7e | Dan Martin         | Irlande  | Quick-Step Floors      | + 23 s          |
| 8e | Sergio Henao       | Colombie | Team Sky               | + 23 s          |
| 9e | Rudy Molard        | France   | FDJ                    | + 23 s          |
| 10e | Kristjan Koren     | Slovénie | Cannondale-Drapac      | + 31 s          |

### 3eétape
| Classement | Classement          | Classement | Classement        | Classement         |
|            | Coureur             | Pays       | Équipe            | Temps              |
| ---------- | ------------------- | ---------- | ----------------- | ------------------ |
| 1er        | Sam Bennett         | Irlande    | Bora-Hansgrohe    | en 4 h 31 min 14 s |
| 2e         | Alexander Kristoff  | Norvège    | Katusha-Alpecin   | + 0 s              |
| 3e         | John Degenkolb      | Allemagne  | Trek-Segafredo    | + 0 s              |
| 4e         | Marcel Kittel       | Allemagne  | Quick-Step Floors | + 0 s              |
| 5e         | Michael Matthews    | Australie  | Sunweb            | + 0 s              |
| 6e         | Arnaud Démare       | France     | FDJ               | + 0 s              |
| 7e         | André Greipel       | Allemagne  | Lotto-Soudal      | + 0 s              |
| 8e         | Christophe Laporte  | France     | Cofidis           | + 0 s              |
| 9e         | Kristian Sbaragli   | Italie     | Dimension Data    | + 0 s              |
| 10e        | Magnus Cort Nielsen | Danemark   | Orica-Scott       | + 0 s              |
| modifier   |                     |            |                   |                    |

| \| Classement général \| Classement général \| Classement général \| Classement général \| Classement général \| \| Coureur \| Coureur \| Pays \| Équipe \| Temps \| \| ------------------ \| ------------------ \| ------------------ \| ---------------------- \| ------------------ \| \| 1er \| Arnaud Démare \| France \| FDJ \| 12 h 14 min 42 s \| \| 2e \| Julian Alaphilippe \| France \| Quick-Step Floors \| + 6 s \| \| 3e \| Alexander Kristoff \| Norvège \| Katusha-Alpecin \| + 13 s \| \| 4e \| Philippe Gilbert \| Belgique \| Quick-Step Floors \| + 17 s \| \| 5e \| Tony Gallopin \| France \| Lotto-Soudal \| + 19 s \| \| 6e \| Romain Hardy \| France \| Fortuneo-Vital Concept \| + 21 s \| \| 7e \| Sergio Henao \| Colombie \| Team Sky \| + 23 s \| \| 8e \| Rudy Molard \| France \| FDJ \| + 23 s \| \| 9e \| Dan Martin \| Irlande \| Quick-Step Floors \| + 23 s \| \| 10e \| Kristjan Koren \| Slovénie \| Cannondale-Drapac \| + 31 s \| |                    |          |                        |                  |
| |                    |          |                        |                  |
| |                    |          |                        |                  |
| Classement général |                    |          |                        |                  |
| Coureur | Coureur            | Pays     | Équipe                 | Temps            |
| 1er | Arnaud Démare      | France   | FDJ                    | 12 h 14 min 42 s |
| 2e | Julian Alaphilippe | France   | Quick-Step Floors      | + 6 s            |
| 3e | Alexander Kristoff | Norvège  | Katusha-Alpecin        | + 13 s           |
| 4e | Philippe Gilbert   | Belgique | Quick-Step Floors      | + 17 s           |
| 5e | Tony Gallopin      | France   | Lotto-Soudal           | + 19 s           |
| 6e | Romain Hardy       | France   | Fortuneo-Vital Concept | + 21 s           |
| 7e | Sergio Henao       | Colombie | Team Sky               | + 23 s           |
| 8e | Rudy Molard        | France   | FDJ                    | + 23 s           |
| 9e | Dan Martin         | Irlande  | Quick-Step Floors      | + 23 s           |
| 10e | Kristjan Koren     | Slovénie | Cannondale-Drapac      | + 31 s           |

### 4eétape
L'étape du jour est un contre-la-montre individuel. Les coureurs partent de Beaujeu, pour un parcours plat jusqu'au chrono intermédiaire (km 11,4), au pied du Mont Brouilly (3 km à 7,7, %), classé en 2e catégorie et en haut duquel est jugée l'arrivée.
| \| Classement de l'étape \| Classement de l'étape \| Classement de l'étape \| Classement de l'étape \| Classement de l'étape \| \| Coureur \| Coureur \| Pays \| Équipe \| Temps \| \| --------------------- \| --------------------- \| --------------------- \| --------------------- \| --------------------- \| \| 1er \| Julian Alaphilippe \| France \| Quick-Step Floors \| 21 min 39 s \| \| 2e \| Alberto Contador \| Espagne \| Trek-Segafredo \| + 19 s \| \| 3e \| Tony Gallopin \| France \| Lotto-Soudal \| + 20 s \| \| 4e \| Gorka Izagirre \| Espagne \| Movistar Team \| + 20 s \| \| 5e \| Ilnur Zakarin \| Russie \| Katusha-Alpecin \| + 33 s \| \| 6e \| David de la Cruz \| Espagne \| Quick-Step Floors \| + 45 s \| \| 7e \| Michael Matthews \| Australie \| Team Sunweb \| + 47 s \| \| 8e \| Sergio Henao \| Colombie \| Team Sky \| + 48 s \| \| 9e \| Ion Izagirre \| Espagne \| Bahrain-Merida \| + 49 s \| \| 10e \| Richie Porte \| Australie \| BMC Racing Team \| + 50 s \| |                    |           |                   |             |
| |                    |           |                   |             |
| |                    |           |                   |             |
| Classement de l'étape |                    |           |                   |             |
| Coureur | Coureur            | Pays      | Équipe            | Temps       |
| 1er | Julian Alaphilippe | France    | Quick-Step Floors | 21 min 39 s |
| 2e | Alberto Contador   | Espagne   | Trek-Segafredo    | + 19 s      |
| 3e | Tony Gallopin      | France    | Lotto-Soudal      | + 20 s      |
| 4e | Gorka Izagirre     | Espagne   | Movistar Team     | + 20 s      |
| 5e | Ilnur Zakarin      | Russie    | Katusha-Alpecin   | + 33 s      |
| 6e | David de la Cruz   | Espagne   | Quick-Step Floors | + 45 s      |
| 7e | Michael Matthews   | Australie | Team Sunweb       | + 47 s      |
| 8e | Sergio Henao       | Colombie  | Team Sky          | + 48 s      |
| 9e | Ion Izagirre       | Espagne   | Bahrain-Merida    | + 49 s      |
| 10e | Richie Porte       | Australie | BMC Racing Team   | + 50 s      |

| \| Classement général \| Classement général \| Classement général \| Classement général \| Classement général \| \| Coureur \| Coureur \| Pays \| Équipe \| Temps \| \| ------------------ \| ------------------ \| ------------------ \| ------------------ \| ------------------ \| \| 1er \| Julian Alaphilippe \| France \| Quick-Step Floors \| 12 h 36 min 27 s \| \| 2e \| Tony Gallopin \| France \| Lotto-Soudal \| + 33 s \| \| 3e \| Gorka Izagirre \| Espagne \| Movistar Team \| + 47 s \| \| 4e \| Sergio Henao \| Colombie \| Team Sky \| + 1 min 05 s \| \| 5e \| Dan Martin \| Irlande \| Quick-Step Floors \| + 1 min 20 s \| \| 6e \| Philippe Gilbert \| Belgique \| Quick-Step Floors \| + 1 min 24 s \| \| 7e \| Ilnur Zakarin \| Russie \| Katusha-Alpecin \| + 1 min 28 s \| \| 8e \| Alberto Contador \| Espagne \| Trek-Segafredo \| + 1 min 31 s \| \| 9e \| Rudy Molard \| France \| FDJ \| + 1 min 32 s \| \| 10e \| Arnaud Démare \| France \| FDJ \| + 1 min 35 s \| |                    |          |                   |                  |
| |                    |          |                   |                  |
| |                    |          |                   |                  |
| Classement général |                    |          |                   |                  |
| Coureur | Coureur            | Pays     | Équipe            | Temps            |
| 1er | Julian Alaphilippe | France   | Quick-Step Floors | 12 h 36 min 27 s |
| 2e | Tony Gallopin      | France   | Lotto-Soudal      | + 33 s           |
| 3e | Gorka Izagirre     | Espagne  | Movistar Team     | + 47 s           |
| 4e | Sergio Henao       | Colombie | Team Sky          | + 1 min 05 s     |
| 5e | Dan Martin         | Irlande  | Quick-Step Floors | + 1 min 20 s     |
| 6e | Philippe Gilbert   | Belgique | Quick-Step Floors | + 1 min 24 s     |
| 7e | Ilnur Zakarin      | Russie   | Katusha-Alpecin   | + 1 min 28 s     |
| 8e | Alberto Contador   | Espagne  | Trek-Segafredo    | + 1 min 31 s     |
| 9e | Rudy Molard        | France   | FDJ               | + 1 min 32 s     |
| 10e | Arnaud Démare      | France   | FDJ               | + 1 min 35 s     |

### 5eétape
| Classement | Classement          | Classement | Classement        | Classement         |
|            | Coureur             | Pays       | Équipe            | Temps              |
| ---------- | ------------------- | ---------- | ----------------- | ------------------ |
| 1er        | André Greipel       | Allemagne  | Lotto-Soudal      | en 4 h 43 min 35 s |
| 2e         | Arnaud Démare       | France     | FDJ               | + 0 s              |
| 3e         | Dylan Groenewegen   | Pays-Bas   | Lotto NL-Jumbo    | + 0 s              |
| 4e         | Michael Matthews    | Australie  | Sunweb            | + 0 s              |
| 5e         | John Degenkolb      | Allemagne  | Trek-Segafredo    | + 0 s              |
| 6e         | Magnus Cort Nielsen | Danemark   | Orica-Scott       | + 0 s              |
| 7e         | Marcel Kittel       | Allemagne  | Quick-Step Floors | + 0 s              |
| 8e         | Bryan Coquard       | France     | Direct Énergie    | + 0 s              |
| 9e         | Sonny Colbrelli     | Italie     | Bahrain-Merida    | + 0 s              |
| 10e        | Sam Bennett         | Irlande    | Bora-Hansgrohe    | + 0 s              |
| modifier   |                     |            |                   |                    |

| \| Classement général \| Classement général \| Classement général \| Classement général \| Classement général \| \| Coureur \| Coureur \| Pays \| Équipe \| Temps \| \| ------------------ \| ------------------ \| ------------------ \| ------------------ \| ------------------ \| \| 1er \| Julian Alaphilippe \| France \| Quick-Step Floors \| 17 h 20 min 02 s \| \| 2e \| Tony Gallopin \| France \| Lotto-Soudal \| + 33 s \| \| 3e \| Gorka Izagirre \| Espagne \| Movistar Team \| + 47 s \| \| 4e \| Sergio Henao \| Colombie \| Team Sky \| + 1 min 05 s \| \| 5e \| Dan Martin \| Irlande \| Quick-Step Floors \| + 1 min 20 s \| \| 6e \| Philippe Gilbert \| Belgique \| Quick-Step Floors \| + 1 min 24 s \| \| 7e \| Ilnur Zakarin \| Russie \| Katusha-Alpecin \| + 1 min 28 s \| \| 8e \| Arnaud Démare \| France \| FDJ \| + 1 min 29 s \| \| 9e \| Alberto Contador \| Espagne \| Trek-Segafredo \| + 1 min 31 s \| \| 10e \| Rudy Molard \| France \| FDJ \| + 1 min 32 s \| |                    |          |                   |                  |
| |                    |          |                   |                  |
| |                    |          |                   |                  |
| Classement général |                    |          |                   |                  |
| Coureur | Coureur            | Pays     | Équipe            | Temps            |
| 1er | Julian Alaphilippe | France   | Quick-Step Floors | 17 h 20 min 02 s |
| 2e | Tony Gallopin      | France   | Lotto-Soudal      | + 33 s           |
| 3e | Gorka Izagirre     | Espagne  | Movistar Team     | + 47 s           |
| 4e | Sergio Henao       | Colombie | Team Sky          | + 1 min 05 s     |
| 5e | Dan Martin         | Irlande  | Quick-Step Floors | + 1 min 20 s     |
| 6e | Philippe Gilbert   | Belgique | Quick-Step Floors | + 1 min 24 s     |
| 7e | Ilnur Zakarin      | Russie   | Katusha-Alpecin   | + 1 min 28 s     |
| 8e | Arnaud Démare      | France   | FDJ               | + 1 min 29 s     |
| 9e | Alberto Contador   | Espagne  | Trek-Segafredo    | + 1 min 31 s     |
| 10e | Rudy Molard        | France   | FDJ               | + 1 min 32 s     |

### 6eétape
Le début de l'étape est marqué par le col de l'Espigoulier (8,9 km à 5,6 %), classé en 1re catégorie et dont le sommet est au km 13. Après une très brève descente, la route est plate jusqu'au premier sprint intermédiaire (km 24) et descend durant 7,5 km. S'ensuit une centaine de kilomètres vallonnés, avec notamment la côte des Tuilières (2,2 km à 7,8 %), classée en 2e catégorie et dont le sommet est situé au km 114.5, et la côte du Mont Méaulx (1,7 km à 4,3 %), classée en 3e catégorie et dont le sommet est placé au km 130. Les coureurs grimpent ensuite le col de Bourigaille (5,5 km à 6,1 %), classé en 1re catégorie. Une fois le sommet franchi (km 145), le parcours entame une boucle, qui descend quasiment jusqu'au second sprint intermédiaire (km 166,5) avant d'emprunter le col de Bourigaille par l'autre versant (8,2 km à 5,9 %), toujours répertorié en 1re catégorie et dont le sommet est au km 173. La course va alors enchaîner la descente et la montée vers Fayence (1,3 km à 9,8 %), classée en 2e catégorie et en haut de laquelle est jugée l'arrivée, après 192 km de course depuis Aubagne, à travers les Bouches-du-Rhône et le Var.
| \| Classement de l'étape \| Classement de l'étape \| Classement de l'étape \| Classement de l'étape \| Classement de l'étape \| \| Coureur \| Coureur \| Pays \| Équipe \| Temps \| \| --------------------- \| --------------------- \| --------------------- \| --------------------- \| --------------------- \| \| 1er \| Simon Yates \| Royaume-Uni \| Orica-Scott \| 4 h 37 min 51 s \| \| 2e \| Sergio Henao \| Colombie \| Team Sky \| + 17 s \| \| 3e \| Richie Porte \| Australie \| BMC Racing Team \| + 26 s \| \| 4e \| Julian Alaphilippe \| France \| Quick-Step Floors \| + 29 s \| \| 5e \| Dan Martin \| Irlande \| Quick-Step Floors \| + 29 s \| \| 6e \| Ion Izagirre \| Espagne \| Bahrain-Merida \| + 32 s \| \| 7e \| Jakob Fuglsang \| Danemark \| Astana \| + 32 s \| \| 8e \| Alberto Contador \| Espagne \| Trek-Segafredo \| + 32 s \| \| 9e \| Ilnur Zakarin \| Russie \| Katusha-Alpecin \| + 32 s \| \| 10e \| Tony Gallopin \| France \| Lotto-Soudal \| + 32 s \| |                    |             |                   |                 |
| |                    |             |                   |                 |
| |                    |             |                   |                 |
| Classement de l'étape |                    |             |                   |                 |
| Coureur | Coureur            | Pays        | Équipe            | Temps           |
| 1er | Simon Yates        | Royaume-Uni | Orica-Scott       | 4 h 37 min 51 s |
| 2e | Sergio Henao       | Colombie    | Team Sky          | + 17 s          |
| 3e | Richie Porte       | Australie   | BMC Racing Team   | + 26 s          |
| 4e | Julian Alaphilippe | France      | Quick-Step Floors | + 29 s          |
| 5e | Dan Martin         | Irlande     | Quick-Step Floors | + 29 s          |
| 6e | Ion Izagirre       | Espagne     | Bahrain-Merida    | + 32 s          |
| 7e | Jakob Fuglsang     | Danemark    | Astana            | + 32 s          |
| 8e | Alberto Contador   | Espagne     | Trek-Segafredo    | + 32 s          |
| 9e | Ilnur Zakarin      | Russie      | Katusha-Alpecin   | + 32 s          |
| 10e | Tony Gallopin      | France      | Lotto-Soudal      | + 32 s          |

| \| Classement général \| Classement général \| Classement général \| Classement général \| Classement général \| \| Coureur \| Coureur \| Pays \| Équipe \| Temps \| \| ------------------ \| ------------------ \| ------------------ \| ------------------ \| ------------------ \| \| 1er \| Julian Alaphilippe \| France \| Quick-Step Floors \| 21 h 58 min 22 s \| \| 2e \| Tony Gallopin \| France \| Lotto-Soudal \| + 36 s \| \| 3e \| Sergio Henao \| Colombie \| Team Sky \| + 46 s \| \| 4e \| Gorka Izagirre \| Espagne \| Movistar Team \| + 57 s \| \| 5e \| Dan Martin \| Irlande \| Quick-Step Floors \| + 1 min 20 s \| \| 6e \| Ilnur Zakarin \| Russie \| Katusha-Alpecin \| + 1 min 31 s \| \| 7e \| Alberto Contador \| Espagne \| Trek-Segafredo \| + 1 min 34 s \| \| 8e \| Simon Yates \| Royaume-Uni \| Orica-Scott \| + 1 min 37 s \| \| 9e \| Ion Izagirre \| Espagne \| Bahrain-Merida \| + 2 min 04 s \| \| 10e \| Warren Barguil \| France \| Team Sunweb \| + 3 min 08 s \| |                    |             |                   |                  |
| |                    |             |                   |                  |
| |                    |             |                   |                  |
| Classement général |                    |             |                   |                  |
| Coureur | Coureur            | Pays        | Équipe            | Temps            |
| 1er | Julian Alaphilippe | France      | Quick-Step Floors | 21 h 58 min 22 s |
| 2e | Tony Gallopin      | France      | Lotto-Soudal      | + 36 s           |
| 3e | Sergio Henao       | Colombie    | Team Sky          | + 46 s           |
| 4e | Gorka Izagirre     | Espagne     | Movistar Team     | + 57 s           |
| 5e | Dan Martin         | Irlande     | Quick-Step Floors | + 1 min 20 s     |
| 6e | Ilnur Zakarin      | Russie      | Katusha-Alpecin   | + 1 min 31 s     |
| 7e | Alberto Contador   | Espagne     | Trek-Segafredo    | + 1 min 34 s     |
| 8e | Simon Yates        | Royaume-Uni | Orica-Scott       | + 1 min 37 s     |
| 9e | Ion Izagirre       | Espagne     | Bahrain-Merida    | + 2 min 04 s     |
| 10e | Warren Barguil     | France      | Team Sunweb       | + 3 min 08 s     |

### 7eétape
| \| Classement de l'étape \| Classement de l'étape \| Classement de l'étape \| Classement de l'étape \| Classement de l'étape \| \| Coureur \| Coureur \| Pays \| Équipe \| Temps \| \| --------------------- \| --------------------- \| --------------------- \| --------------------- \| --------------------- \| \| 1er \| Richie Porte \| Australie \| BMC Racing Team \| 5 h 01 min 35 s \| \| 2e \| Alberto Contador \| Espagne \| Trek-Segafredo \| + 21 s \| \| 3e \| Dan Martin \| Irlande \| Quick-Step Floors \| + 32 s \| \| 4e \| Sergio Henao \| Colombie \| Team Sky \| + 32 s \| \| 5e \| Ion Izagirre \| Espagne \| Bahrain-Merida \| + 55 s \| \| 6e \| Jakob Fuglsang \| Danemark \| Astana \| + 1 min 07 s \| \| 7e \| Pierre Latour \| France \| AG2R La Mondiale \| + 1 min 11 s \| \| 8e \| Ilnur Zakarin \| Russie \| Katusha-Alpecin \| + 1 min 21 s \| \| 9e \| Marc Soler \| Espagne \| Movistar Team \| + 1 min 21 s \| \| 10e \| Gorka Izagirre \| Espagne \| Movistar Team \| + 1 min 21 s \| |                  |           |                   |                 |
| |                  |           |                   |                 |
| |                  |           |                   |                 |
| Classement de l'étape |                  |           |                   |                 |
| Coureur | Coureur          | Pays      | Équipe            | Temps           |
| 1er | Richie Porte     | Australie | BMC Racing Team   | 5 h 01 min 35 s |
| 2e | Alberto Contador | Espagne   | Trek-Segafredo    | + 21 s          |
| 3e | Dan Martin       | Irlande   | Quick-Step Floors | + 32 s          |
| 4e | Sergio Henao     | Colombie  | Team Sky          | + 32 s          |
| 5e | Ion Izagirre     | Espagne   | Bahrain-Merida    | + 55 s          |
| 6e | Jakob Fuglsang   | Danemark  | Astana            | + 1 min 07 s    |
| 7e | Pierre Latour    | France    | AG2R La Mondiale  | + 1 min 11 s    |
| 8e | Ilnur Zakarin    | Russie    | Katusha-Alpecin   | + 1 min 21 s    |
| 9e | Marc Soler       | Espagne   | Movistar Team     | + 1 min 21 s    |
| 10e | Gorka Izagirre   | Espagne   | Movistar Team     | + 1 min 21 s    |

| \| Classement général \| Classement général \| Classement général \| Classement général \| Classement général \| \| Coureur \| Coureur \| Pays \| Équipe \| Temps \| \| ------------------ \| ------------------ \| ------------------ \| ------------------ \| ------------------ \| \| 1er \| Sergio Henao \| Colombie \| Team Sky \| 27 h 01 min 15 s \| \| 2e \| Dan Martin \| Irlande \| Quick-Step Floors \| + 30 s \| \| 3e \| Alberto Contador \| Espagne \| Trek-Segafredo \| + 31 s \| \| 4e \| Gorka Izagirre \| Espagne \| Movistar Team \| + 1 min 00 s \| \| 5e \| Julian Alaphilippe \| France \| Quick-Step Floors \| + 1 min 22 s \| \| 6e \| Ilnur Zakarin \| Russie \| Katusha-Alpecin \| + 1 min 34 s \| \| 7e \| Ion Izagirre \| Espagne \| Bahrain-Merida \| + 1 min 41 s \| \| 8e \| Tony Gallopin \| France \| Lotto-Soudal \| + 3 min 22 s \| \| 9e \| Warren Barguil \| France \| Team Sunweb \| + 4 min 07 s \| \| 10e \| Simon Yates \| Royaume-Uni \| Orica-Scott \| + 4 min 39 s \| |                    |             |                   |                  |
| |                    |             |                   |                  |
| |                    |             |                   |                  |
| Classement général |                    |             |                   |                  |
| Coureur | Coureur            | Pays        | Équipe            | Temps            |
| 1er | Sergio Henao       | Colombie    | Team Sky          | 27 h 01 min 15 s |
| 2e | Dan Martin         | Irlande     | Quick-Step Floors | + 30 s           |
| 3e | Alberto Contador   | Espagne     | Trek-Segafredo    | + 31 s           |
| 4e | Gorka Izagirre     | Espagne     | Movistar Team     | + 1 min 00 s     |
| 5e | Julian Alaphilippe | France      | Quick-Step Floors | + 1 min 22 s     |
| 6e | Ilnur Zakarin      | Russie      | Katusha-Alpecin   | + 1 min 34 s     |
| 7e | Ion Izagirre       | Espagne     | Bahrain-Merida    | + 1 min 41 s     |
| 8e | Tony Gallopin      | France      | Lotto-Soudal      | + 3 min 22 s     |
| 9e | Warren Barguil     | France      | Team Sunweb       | + 4 min 07 s     |
| 10e | Simon Yates        | Royaume-Uni | Orica-Scott       | + 4 min 39 s     |

### 8eétape
| \| Classement de l'étape \| Classement de l'étape \| Classement de l'étape \| Classement de l'étape \| Classement de l'étape \| \| Coureur \| Coureur \| Pays \| Équipe \| Temps \| \| --------------------- \| --------------------- \| --------------------- \| ---------------------- \| --------------------- \| \| 1er \| David de la Cruz \| Espagne \| Quick-Step Floors \| 2 h 48 min 53 s \| \| 2e \| Alberto Contador \| Espagne \| Trek-Segafredo \| + 0 s \| \| 3e \| Marc Soler \| Espagne \| Movistar Team \| + 5 s \| \| 4e \| Sonny Colbrelli \| Italie \| Bahrain-Merida \| + 21 s \| \| 5e \| Julian Alaphilippe \| France \| Quick-Step Floors \| + 21 s \| \| 6e \| Michael Matthews \| Australie \| Team Sunweb \| + 21 s \| \| 7e \| Diego Ulissi \| Italie \| UAE Team Emirates \| + 21 s \| \| 8e \| Gorka Izagirre \| Espagne \| Movistar Team \| + 21 s \| \| 9e \| Arnold Jeannesson \| France \| Fortuneo-Vital Concept \| + 21 s \| \| 10e \| Lilian Calmejane \| France \| Direct Énergie \| + 21 s \| |                    |           |                        |                 |
| |                    |           |                        |                 |
| |                    |           |                        |                 |
| Classement de l'étape |                    |           |                        |                 |
| Coureur | Coureur            | Pays      | Équipe                 | Temps           |
| 1er | David de la Cruz   | Espagne   | Quick-Step Floors      | 2 h 48 min 53 s |
| 2e | Alberto Contador   | Espagne   | Trek-Segafredo         | + 0 s           |
| 3e | Marc Soler         | Espagne   | Movistar Team          | + 5 s           |
| 4e | Sonny Colbrelli    | Italie    | Bahrain-Merida         | + 21 s          |
| 5e | Julian Alaphilippe | France    | Quick-Step Floors      | + 21 s          |
| 6e | Michael Matthews   | Australie | Team Sunweb            | + 21 s          |
| 7e | Diego Ulissi       | Italie    | UAE Team Emirates      | + 21 s          |
| 8e | Gorka Izagirre     | Espagne   | Movistar Team          | + 21 s          |
| 9e | Arnold Jeannesson  | France    | Fortuneo-Vital Concept | + 21 s          |
| 10e | Lilian Calmejane   | France    | Direct Énergie         | + 21 s          |

## Classements finals

### Classement général final

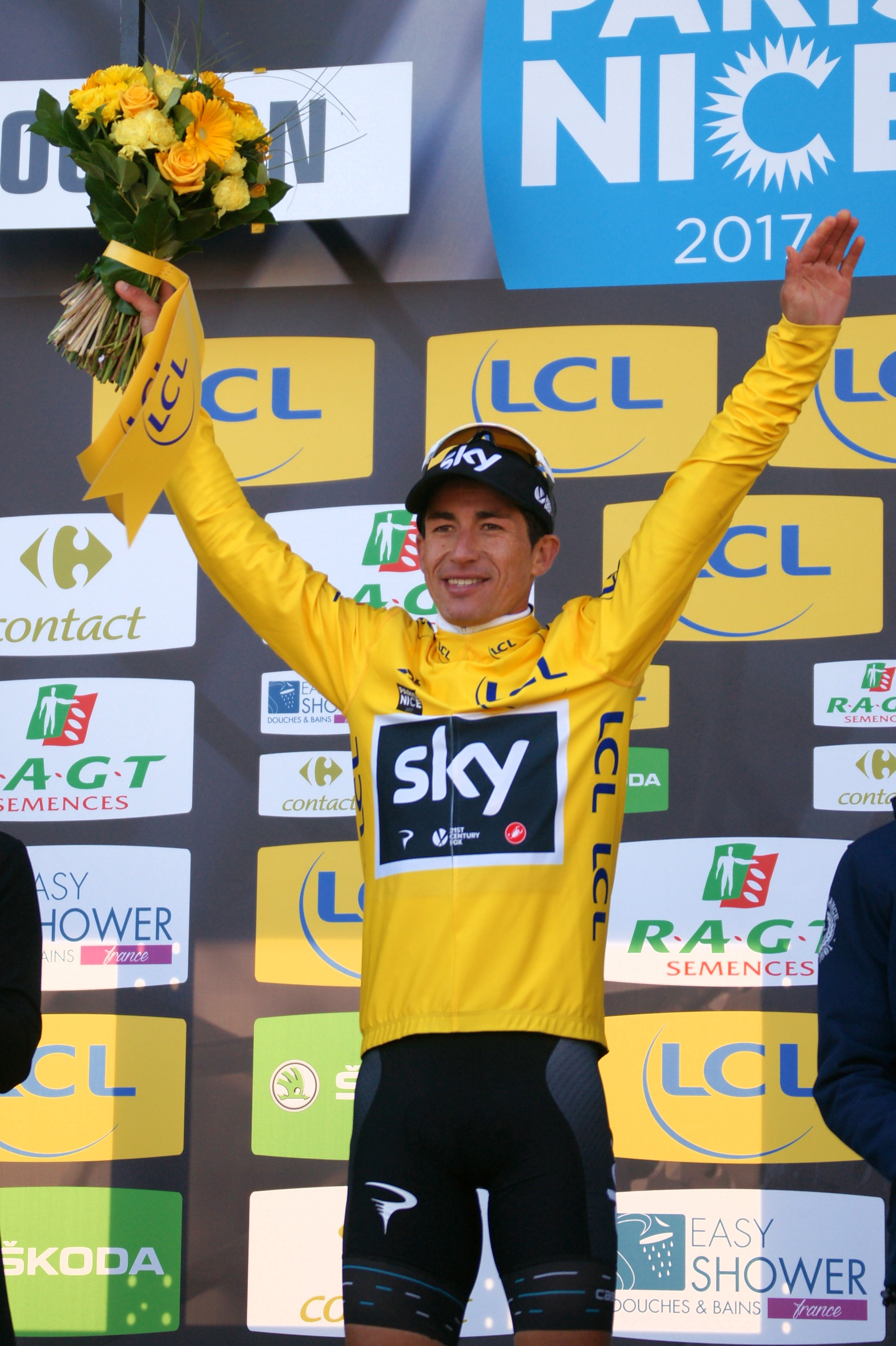
Sergio Henao vainqueur du classement général de Paris-Nice 2017

| \| Classement général \| Classement général \| Classement général \| Classement général \| Classement général \| \| Coureur \| Coureur \| Pays \| Équipe \| Temps \| \| ------------------ \| ------------------ \| ------------------ \| ------------------ \| ------------------ \| \| 1er \| Sergio Henao \| Colombie \| Team Sky \| 29 h 50 min 29 s \| \| 2e \| Alberto Contador \| Espagne \| Trek-Segafredo \| + 2 s \| \| 3e \| Dan Martin \| Irlande \| Quick-Step Floors \| + 30 s \| \| 4e \| Gorka Izagirre \| Espagne \| Movistar Team \| + 1 min 00 s \| \| 5e \| Julian Alaphilippe \| France \| Quick-Step Floors \| + 1 min 22 s \| \| 6e \| Ilnur Zakarin \| Russie \| Katusha-Alpecin \| + 1 min 34 s \| \| 7e \| Ion Izagirre \| Espagne \| Bahrain-Merida \| + 1 min 41 s \| \| 8e \| Warren Barguil \| France \| Team Sunweb \| + 4 min 07 s \| \| 9e \| Simon Yates \| Royaume-Uni \| Orica-Scott \| + 4 min 39 s \| \| 10e \| Tony Gallopin \| France \| Lotto-Soudal \| + 9 min 14 s \| |                    |             |                   |                  |
| |                    |             |                   |                  |
| Source : ProCyclingStats |                    |             |                   |                  |
| Classement général |                    |             |                   |                  |
| Coureur | Coureur            | Pays        | Équipe            | Temps            |
| 1er | Sergio Henao       | Colombie    | Team Sky          | 29 h 50 min 29 s |
| 2e | Alberto Contador   | Espagne     | Trek-Segafredo    | + 2 s            |
| 3e | Dan Martin         | Irlande     | Quick-Step Floors | + 30 s           |
| 4e | Gorka Izagirre     | Espagne     | Movistar Team     | + 1 min 00 s     |
| 5e | Julian Alaphilippe | France      | Quick-Step Floors | + 1 min 22 s     |
| 6e | Ilnur Zakarin      | Russie      | Katusha-Alpecin   | + 1 min 34 s     |
| 7e | Ion Izagirre       | Espagne     | Bahrain-Merida    | + 1 min 41 s     |
| 8e | Warren Barguil     | France      | Team Sunweb       | + 4 min 07 s     |
| 9e | Simon Yates        | Royaume-Uni | Orica-Scott       | + 4 min 39 s     |
| 10e | Tony Gallopin      | France      | Lotto-Soudal      | + 9 min 14 s     |

### Classements annexes

#### Classement par points

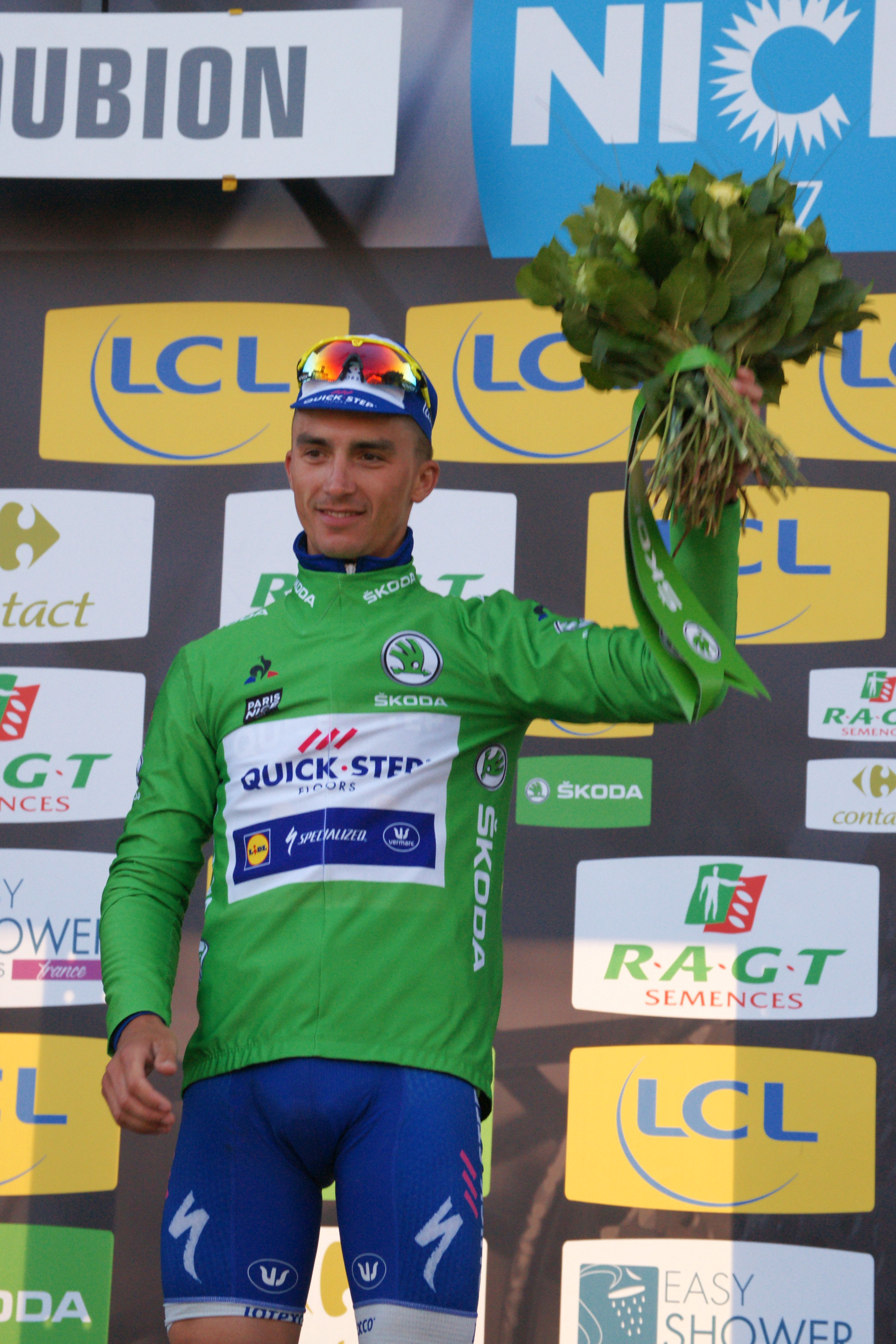
Julian Alaphilippe vainqueur du classement par points de Paris-Nice 2017

| Classement par points | Classement par points | Classement par points | Classement par points | Classement par points |
| Coureur               | Coureur               | Pays                  | Équipe                | Points                |
| --------------------- | --------------------- | --------------------- | --------------------- | --------------------- |
| 1er                   | Julian Alaphilippe    | France                | Quick-Step Floors     | 42 pts                |
| 2e                    | Alberto Contador      | Espagne               | Trek-Segafredo        | 41 pts                |
| 3e                    | John Degenkolb        | Allemagne             | Trek-Segafredo        | 30 pts                |
| 4e                    | Michael Matthews      | Australie             | Team Sunweb           | 28 pts                |
| 5e                    | Richie Porte          | Australie             | BMC Racing Team       | 25 pts                |
| 6e                    | Sergio Henao          | Colombie              | Team Sky              | 25 pts                |
| 7e                    | Sonny Colbrelli       | Italie                | Bahrain-Merida        | 24 pts                |
| 8e                    | André Greipel         | Allemagne             | Lotto-Soudal          | 23 pts                |
| 9e                    | David de la Cruz      | Espagne               | Quick-Step Floors     | 22 pts                |
| 10e                   | Dan Martin            | Irlande               | Quick-Step Floors     | 20 pts                |

#### Classement de la montagne

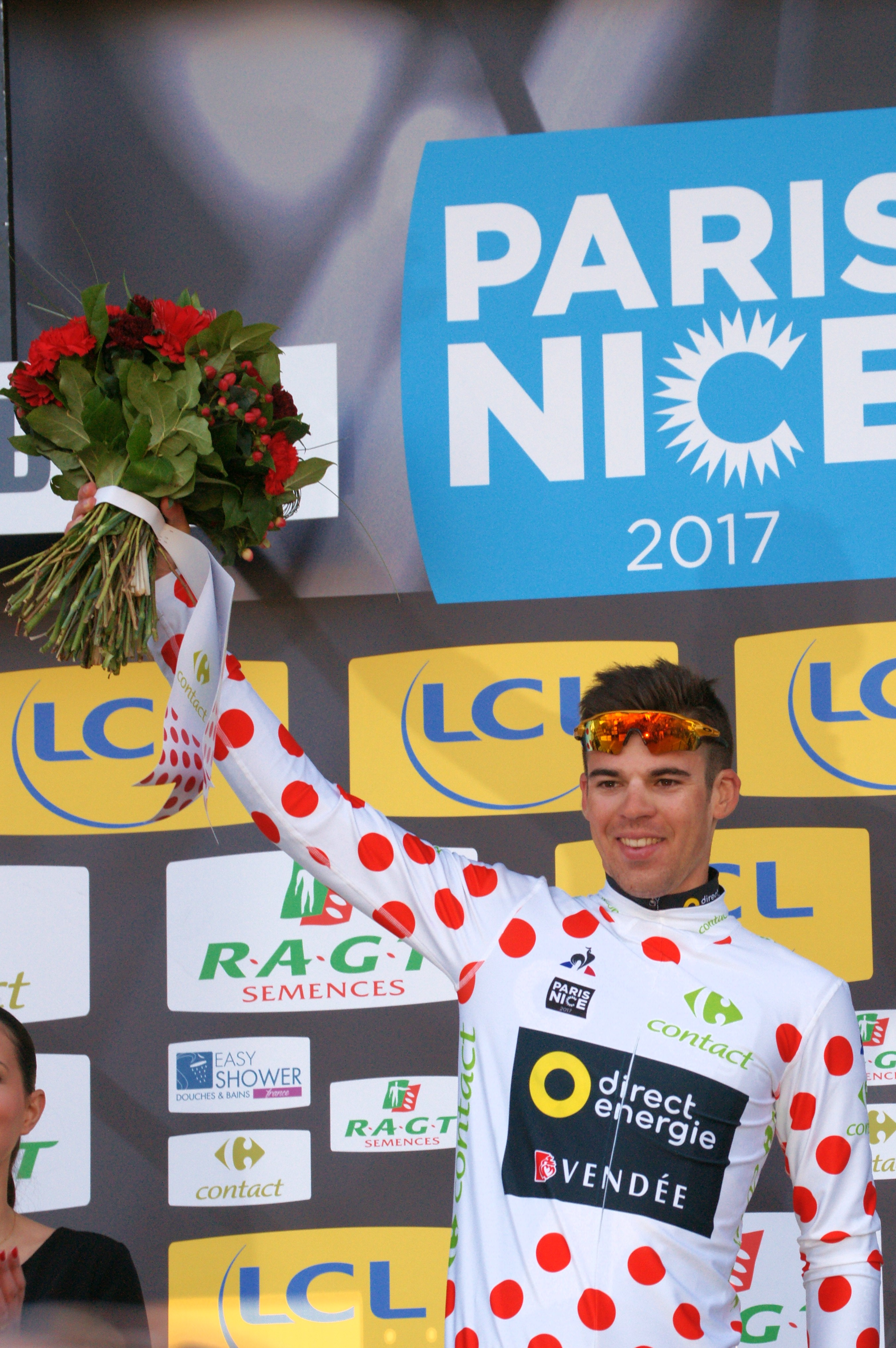
Lilian Calmejane vainqueur du classement de la montagne de Paris-Nice 2017

| Classement de la montagne | Classement de la montagne | Classement de la montagne | Classement de la montagne | Classement de la montagne |
| Coureur                   | Coureur                   | Pays                      | Équipe                    | Points                    |
| ------------------------- | ------------------------- | ------------------------- | ------------------------- | ------------------------- |
| 1er                       | Lilian Calmejane          | France                    | Direct Énergie            | 63 pts                    |
| 2e                        | Axel Domont               | France                    | AG2R La Mondiale          | 42 pts                    |
| 3e                        | Alberto Contador          | Espagne                   | Trek-Segafredo            | 24 pts                    |
| 4e                        | Sergio Henao              | Colombie                  | Team Sky                  | 21 pts                    |
| 5e                        | Arnold Jeannesson         | France                    | Fortuneo-Vital Concept    | 20 pts                    |
| 6e                        | David de la Cruz          | Espagne                   | Quick-Step Floors         | 20 pts                    |
| 7e                        | Simon Yates               | Royaume-Uni               | Orica-Scott               | 17 pts                    |
| 8e                        | Eduardo Sepúlveda         | Argentine                 | Fortuneo-Vital Concept    | 17 pts                    |
| 9e                        | Pierre-Luc Périchon       | France                    | Fortuneo-Vital Concept    | 17 pts                    |
| 10e                       | Alessandro De Marchi      | Italie                    | BMC Racing Team           | 17 pts                    |

#### Classement du meilleur jeune
| Classement du meilleur jeune | Classement du meilleur jeune | Classement du meilleur jeune | Classement du meilleur jeune | Classement du meilleur jeune |
| Coureur                      | Coureur                      | Pays                         | Équipe                       | Temps                        |
| ---------------------------- | ---------------------------- | ---------------------------- | ---------------------------- | ---------------------------- |
| 1er                          | Julian Alaphilippe           | France                       | Quick-Step Floors            | 29 h 51 min 51 s             |
| 2e                           | Simon Yates                  | Royaume-Uni                  | Orica-Scott                  | + 3 min 17 s                 |
| 3e                           | Sam Oomen                    | Pays-Bas                     | Team Sunweb                  | + 18 min 46 s                |
| 4e                           | Marc Soler                   | Espagne                      | Movistar Team                | + 35 min 01 s                |
| 5e                           | Quentin Pacher               | France                       | Delko-Marseille Provence-KTM | + 53 min 58 s                |
| 6e                           | Sebastián Henao              | Colombie                     | Team Sky                     | + 56 min 02 s                |
| 7e                           | Lilian Calmejane             | France                       | Direct Énergie               | + 56 min 38 s                |
| 8e                           | Alexey Lutsenko              | Kazakhstan                   | Astana                       | + 57 min 49 s                |
| 9e                           | Pierre Latour                | France                       | AG2R La Mondiale             | + 58 min 33 s                |
| 10e                          | Simone Petilli               | Italie                       | UAE Team Emirates            | + 1 h 04 min 09 s            |

#### Classement par équipes
| Classement par équipes | Classement par équipes       | Classement par équipes | Classement par équipes |
| Équipe                 | Équipe                       | Pays                   | Temps                  |
| ---------------------- | ---------------------------- | ---------------------- | ---------------------- |
| 1re                    | Quick-Step Floors            | Belgique               | 89 h 43 min 48 s       |
| 2e                     | Sky                          | Royaume-Uni            | + 19 min 57 s          |
| 3e                     | Movistar Team                | Espagne                | + 35 min 55 s          |
| 4e                     | Trek-Segafredo               | États-Unis             | + 41 min 59 s          |
| 5e                     | Team Sunweb                  | Allemagne              | + 49 min 35 s          |
| 6e                     | Lotto-Soudal                 | Belgique               | + 53 min 11 s          |
| 7e                     | Bahrain-Merida               | Bahreïn                | + 55 min 33 s          |
| 8e                     | Orica-Scott                  | Australie              | + 1 h 04 min 53 s      |
| 9e                     | BMC Racing Team              | États-Unis             | + 1 h 16 min 48 s      |
| 10e                    | Delko Marseille Provence KTM | France                 | + 1 h 18 min 56 s      |

## Évolution des classements
Le classement général, dont le leader porte le maillot jaune, s'établit en additionnant les temps réalisés à chaque étape, puis en ôtant d'éventuelles bonifications (10, 6 et 4 s à l'arrivée des 6 étapes en ligne et 3, 2 et 1 s à chaque sprint intermédiaire).
Le classement par points, dont le leader porte le maillot vert, est l'addition des points attribués à l'arrivée des étapes (25, 22, 20, 18 et 16 points, puis en ôtant 1 pt par place perdue jusqu'au 20e, qui reçoit donc 1 pt) et aux sprints intermédiaires (3, 2 et 1 points). En cas d'égalité de points, les critères de départage, dans l'ordre, sont : nombre de victoires d'étape, de sprints intermédiaires, classement général.
Le classement du meilleur grimpeur, dont le leader porte le maillot à pois, consiste en l'addition des points obtenus au sommet des ascensions de 1re (10, 8, 6, 4, 3, 2 et 1 pts), 2e (7, 5, 3, 2 et 1 pts) et 3e (4, 2 et 1 pts) catégorie. En cas d'égalité de points, les critères de départage, dans l'ordre, sont : nombre de premières places dans les ascensions de 1re, puis de 2e, enfin de 3e catégorie, classement général.
Le classement par équipes de l'étape est l'addition des trois meilleurs temps individuels de chaque équipe. En cas d'égalité, les critères de départage, dans l'ordre, sont : addition des places des 3 premiers coureurs des équipes concernées, place du meilleur coureur sur l'étape. Calculer le classement par équipes revient à additionner les classements par équipes de chaque étape. En cas d'égalité, les critères de départage, dans l'ordre, sont : nombre de premières places dans le classement par équipes du jour, nombre de deuxièmes places dans le classement par équipes du jour, etc., place au classement général du meilleur coureur des équipes concernées.
| Étape              | Vainqueur          | Classement général | Classement par points | Classement du meilleur jeune | Classement de la montagne | Classement par équipes |
| ------------------ | ------------------ | ------------------ | --------------------- | ---------------------------- | ------------------------- | ---------------------- |
| 1                  | Arnaud Démare      | Arnaud Démare      | Arnaud Démare         | Julian Alaphilippe           | Romain Hardy              | Quick-Step Floors      |
| 2                  | Sonny Colbrelli    | Arnaud Démare      | Arnaud Démare         | Julian Alaphilippe           | Romain Hardy              | Quick-Step Floors      |
| 3                  | Sam Bennett        | Arnaud Démare      | Arnaud Démare         | Julian Alaphilippe           | Romain Hardy              | Quick-Step Floors      |
| 4                  | Julian Alaphilippe | Julian Alaphilippe | Julian Alaphilippe    | Julian Alaphilippe           | Romain Hardy              | Quick-Step Floors      |
| 5                  | André Greipel      | Julian Alaphilippe | Arnaud Démare         | Julian Alaphilippe           | Romain Hardy              | Quick-Step Floors      |
| 6                  | Simon Yates        | Julian Alaphilippe | Arnaud Démare         | Julian Alaphilippe           | Axel Domont               | Quick-Step Floors      |
| 7                  | Richie Porte       | Sergio Henao       | Julian Alaphilippe    | Julian Alaphilippe           | Lilian Calmejane          | Quick-Step Floors      |
| 8                  | David de la Cruz   | Sergio Henao       | Julian Alaphilippe    | Julian Alaphilippe           | Lilian Calmejane          | Quick-Step Floors      |
| Classements finals | Classements finals | Sergio Henao       | Julian Alaphilippe    | Julian Alaphilippe           | Lilian Calmejane          | Quick-Step Floors      |

## Liste des participants
| Légende                             | Légende                                                                                         | Légende                         | Légende                                                                                                  |
| ----------------------------------- | ----------------------------------------------------------------------------------------------- | ------------------------------- | --- |
| Num                                 | Dossard de départ porté par le coureur sur ce Paris-Nice                                        | Pos                             | Position finale au classement général                                                                    |
| Leader du classement général        | Indique le vainqueur du classement général                                                      | Leader du classement par points | Indique le vainqueur du classement par points                                                            |
| Leader du classement de la montagne | Indique le vainqueur du classement de la montagne                                               |                                 | Indique un maillot de champion national ou mondial, suivi de sa spécialité                               |
| #                                   | Indique la meilleure équipe                                                                     | NP                              | Indique un coureur qui n'a pas pris le départ d'une étape, suivi du numéro de l'étape où il s'est retiré |
| AB                                  | Indique un coureur qui n'a pas terminé une étape, suivi du numéro de l'étape où il s'est retiré | HD                              | Indique un coureur qui a terminé une étape hors des délais, suivi du numéro de l'étape                   |
| DSQ                                 | Indique un coureur qui a été disqualifié de la course, suivi du numéro de l'étape               |                                 | |

| BMC Racing BMC                                    | BMC Racing BMC                     | BMC Racing BMC |
| ------------------------------------------------- | ---------------------------------- | -------------- |
| Num                                               | Coureur                            | Pos            |
| 1                                                 | Richie Porte (AUS)                 | 11e            |
| 2                                                 | Alessandro De Marchi (ITA)         | 64e            |
| 3                                                 | Amaël Moinard (FRA)                | 56e            |
| 4                                                 | Nicolas Roche (IRL) (Route et Clm) | 18e            |
| 5                                                 | Michael Schär (SUI)                | AB-1           |
| 6                                                 | Dylan Teuns (BEL)                  | 96e            |
| 7                                                 | Francisco Ventoso (ESP)            | AB-8           |
| 8                                                 | Danilo Wyss (SUI)                  | 46e            |
| Directeurs sportifs : Yvon Ledanois, Valerio Piva |                                    |                |

| Trek-Segafredo TFS                                       | Trek-Segafredo TFS             | Trek-Segafredo TFS |
| -------------------------------------------------------- | ------------------------------ | ------------------ |
| Num                                                      | Coureur                        | Pos                |
| 11                                                       | Alberto Contador (ESP)         | 2e                 |
| 12                                                       | John Degenkolb (GER)           | 88e                |
| 13                                                       | Michael Gogl (AUT)             | AB-8               |
| 14                                                       | Jesús Hernández Blázquez (ESP) | AB-2               |
| 15                                                       | Jarlinson Pantano (COL) (Clm)  | 17e                |
| 16                                                       | Grégory Rast (SUI)             | 123e               |
| 17                                                       | Edward Theuns (BEL)            | AB-8               |
| 18                                                       | Haimar Zubeldia (ESP)          | 36e                |
| Directeurs sportifs : Steven de Jongh, Yaroslav Popovych |                                |                    |

| Katusha-Alpecin KAT                                    | Katusha-Alpecin KAT           | Katusha-Alpecin KAT |
| ------------------------------------------------------ | ----------------------------- | ------------------- |
| Num                                                    | Coureur                       | Pos                 |
| 21                                                     | Ilnur Zakarin (RUS)           | 6e                  |
| 22                                                     | Sven Erik Bystrøm (NOR)       | 87e                 |
| 23                                                     | Marco Haller (AUT)            | AB-8                |
| 24                                                     | Alexander Kristoff (NOR)      | AB-8                |
| 25                                                     | Alberto Losada (ESP)          | AB-8                |
| 26                                                     | Tony Martin (GER) (Clm) (Clm) | 93e                 |
| 27                                                     | Michael Mørkøv (DEN)          | AB-8                |
| 28                                                     | Baptiste Planckaert (BEL)     | 89e                 |
| Directeurs sportifs : José Azevedo, Guennadi Mikhailov |                               |                     |

| Bahrain-Merida TBM                                      | Bahrain-Merida TBM       | Bahrain-Merida TBM |
| ------------------------------------------------------- | ------------------------ | ------------------ |
| Num                                                     | Coureur                  | Pos                |
| 31                                                      | Ion Izagirre (ESP) (Clm) | 7e                 |
| 32                                                      | Grega Bole (SLO)         | AB-8               |
| 33                                                      | Niccolò Bonifazio (ITA)  | AB-2               |
| 34                                                      | Borut Božič (SLO)        | AB-8               |
| 35                                                      | Sonny Colbrelli (ITA)    | 52e                |
| 36                                                      | Enrico Gasparotto (ITA)  | 67e                |
| 37                                                      | Tsgabu Grmay (ETH)       | 42e                |
| 38                                                      | Luka Pibernik (SLO)      | 92e                |
| Directeurs sportifs : Philippe Mauduit, Harald Morscher |                          |                    |

| Orica-Scott ORS                                         | Orica-Scott ORS               | Orica-Scott ORS |
| ------------------------------------------------------- | ----------------------------- | --------------- |
| Num                                                     | Coureur                       | Pos             |
| 41                                                      | Simon Yates (GBR)             | 9e              |
| 42                                                      | Michael Albasini (SUI)        | 84e             |
| 43                                                      | Mitchell Docker (AUS)         | 112e            |
| 44                                                      | Simon Gerrans (AUS)           | 74e             |
| 45                                                      | Mathew Hayman (AUS)           | AB-8            |
| 46                                                      | Christopher Juul Jensen (DEN) | 65e             |
| 47                                                      | Jens Keukeleire (BEL)         | 30e             |
| 48                                                      | Magnus Cort Nielsen (DEN)     | 73e             |
| Directeurs sportifs : Laurenzo Lapage, David McPartland |                               |                 |

| Lotto-Soudal LTS                                  | Lotto-Soudal LTS            | Lotto-Soudal LTS |
| ------------------------------------------------- | --------------------------- | ---------------- |
| Num                                               | Coureur                     | Pos              |
| 51                                                | Tony Gallopin (FRA)         | 10e              |
| 52                                                | Lars Bak (DEN)              | 85e              |
| 53                                                | Thomas De Gendt (BEL)       | 40e              |
| 54                                                | André Greipel (GER) (Route) | 58e              |
| 55                                                | Adam Hansen (AUS)           | 111e             |
| 56                                                | Moreno Hofland (NED)        | 102e             |
| 57                                                | Tosh Van der Sande (BEL)    | 50e              |
| 58                                                | Jelle Wallays (BEL)         | 60e              |
| Directeurs sportifs : Herman Frison, Marc Wauters |                             |                  |

| Quick-Step Floors # QSF                      | Quick-Step Floors # QSF        | Quick-Step Floors # QSF |
| -------------------------------------------- | ------------------------------ | ----------------------- |
| Num                                          | Coureur                        | Pos                     |
| 61                                           | Daniel Martin (IRL)            | 3e                      |
| 62                                           | Julian Alaphilippe (FRA)       | 5e                      |
| 63                                           | Jack Bauer (NZL) (Clm)         | 71e                     |
| 64                                           | David de la Cruz (ESP)         | 23e                     |
| 65                                           | Philippe Gilbert (BEL) (Route) | 13e                     |
| 66                                           | Marcel Kittel (GER)            | AB-8                    |
| 67                                           | Yves Lampaert (BEL)            | 47e                     |
| 68                                           | Fabio Sabatini (ITA)           | 124e                    |
| Directeurs sportifs : Brian Holm, Tom Steels |                                |                         |

| AG2R La Mondiale ALM                                  | AG2R La Mondiale ALM    | AG2R La Mondiale ALM |
| ----------------------------------------------------- | ----------------------- | -------------------- |
| Num                                                   | Coureur                 | Pos                  |
| 71                                                    | Romain Bardet (FRA)     | DSQ-1                |
| 72                                                    | Mikaël Cherel (FRA)     | 41e                  |
| 73                                                    | Axel Domont (FRA)       | 68e                  |
| 74                                                    | Mathias Frank (SUI)     | 22e                  |
| 75                                                    | Cyril Gautier (FRA)     | 33e                  |
| 76                                                    | Pierre Latour (FRA)     | 49e                  |
| 77                                                    | Oliver Naesen (BEL)     | 19e                  |
| 78                                                    | Stijn Vandenbergh (BEL) | 108e                 |
| Directeurs sportifs : Stéphane Goubert, Julien Jurdie |                         |                      |

| Movistar MOV                                              | Movistar MOV             | Movistar MOV |
| --------------------------------------------------------- | ------------------------ | ------------ |
| Num                                                       | Coureur                  | Pos          |
| 81                                                        | Víctor de la Parte (ESP) | 38e          |
| 82                                                        | Winner Anacona (COL)     | 70e          |
| 83                                                        | Imanol Erviti (ESP)      | 51e          |
| 84                                                        | Jesús Herrada (ESP)      | 117e         |
| 85                                                        | José Herrada (ESP)       | 29e          |
| 86                                                        | Gorka Izagirre (ESP)     | 4e           |
| 87                                                        | Marc Soler (ESP)         | 24e          |
| 88                                                        | Rory Sutherland (AUS)    | 62e          |
| Directeurs sportifs : José Luis Arrieta, José Luis Laguía |                          |              |

| Lotto NL-Jumbo TLJ                                  | Lotto NL-Jumbo TLJ              | Lotto NL-Jumbo TLJ |
| --------------------------------------------------- | ------------------------------- | ------------------ |
| Num                                                 | Coureur                         | Pos                |
| 91                                                  | Steven Kruijswijk (NED)         | NP-7               |
| 92                                                  | Stef Clement (NED)              | AB-5               |
| 93                                                  | Dylan Groenewegen (NED) (Route) | 116e               |
| 94                                                  | Tom Leezer (NED)                | 94e                |
| 95                                                  | Timo Roosen (NED)               | 82e                |
| 96                                                  | Bram Tankink (NED)              | 28e                |
| 97                                                  | Robert Wagner (GER)             | 114e               |
| 98                                                  | Maarten Wynants (BEL)           | 115e               |
| Directeurs sportifs : Frans Maassen, Nico Verhoeven |                                 |                    |

| Sky SKY                                              | Sky SKY                    | Sky SKY |
| ---------------------------------------------------- | -------------------------- | ------- |
| Num                                                  | Coureur                    | Pos     |
| 101                                                  | Sergio Henao (COL) (Route) | 1er     |
| 102                                                  | Philip Deignan (IRL)       | 76e     |
| 103                                                  | Michał Gołaś (POL)         | 78e     |
| 104                                                  | Sebastián Henao (COL)      | 44e     |
| 105                                                  | Christian Knees (GER)      | 77e     |
| 106                                                  | David López García (ESP)   | 97e     |
| 107                                                  | Mikel Nieve (ESP)          | 25e     |
| 108                                                  | Luke Rowe (GBR)            | 81e     |
| Directeurs sportifs : Servais Knaven, Nicolas Portal |                            |         |

| FDJ                                                     | FDJ                             | FDJ  |
| ------------------------------------------------------- | ------------------------------- | ---- |
| Num                                                     | Coureur                         | Pos  |
| 111                                                     | Arnaud Démare (FRA)             | AB-7 |
| 112                                                     | Davide Cimolai (ITA)            | AB-8 |
| 113                                                     | Mickaël Delage (FRA)            | 122e |
| 114                                                     | Jacopo Guarnieri (ITA)          | AB-8 |
| 115                                                     | Ignatas Konovalovas (LTU) (Clm) | 110e |
| 116                                                     | Olivier Le Gac (FRA)            | 103e |
| 117                                                     | Rudy Molard (FRA)               | 16e  |
| 118                                                     | Marc Sarreau (FRA)              | AB-8 |
| Directeurs sportifs : Thierry Bricaud, Frédéric Guesdon |                                 |      |

| Cannondale-Drapac CDT                                 | Cannondale-Drapac CDT   | Cannondale-Drapac CDT |
| ----------------------------------------------------- | ----------------------- | --------------------- |
| Num                                                   | Coureur                 | Pos                   |
| 121                                                   | Pierre Rolland (FRA)    | 80e                   |
| 122                                                   | Lawson Craddock (USA)   | AB-6                  |
| 123                                                   | Joe Dombrowski (USA)    | AB-7                  |
| 124                                                   | Davide Formolo (ITA)    | AB-6                  |
| 125                                                   | Kristjan Koren (SLO)    | 69e                   |
| 126                                                   | Tom-Jelte Slagter (NED) | 119e                  |
| 127                                                   | Davide Villella (ITA)   | 61e                   |
| 128                                                   | Michael Woods (CAN)     | 54e                   |
| Directeurs sportifs : Andreas Klier, Charles Wegelius |                         |                       |

| Astana AST                                           | Astana AST              | Astana AST |
| ---------------------------------------------------- | ----------------------- | ---------- |
| Num                                                  | Coureur                 | Pos        |
| 131                                                  | Jakob Fuglsang (DEN)    | 12e        |
| 132                                                  | Matti Breschel (DEN)    | AB-8       |
| 133                                                  | Laurens De Vreese (BEL) | AB-5       |
| 134                                                  | Tanel Kangert (EST)     | 39e        |
| 135                                                  | Alexey Lutsenko (KAZ)   | 48e        |
| 136                                                  | Riccardo Minali (ITA)   | AB-6       |
| 137                                                  | Ruslan Tleubayev (KAZ)  | 127e       |
| 138                                                  | Michael Valgren (DEN)   | 72e        |
| Directeurs sportifs : Dmitriy Fofonov, Dimitri Sedun |                         |            |

| Cofidis COF                                         | Cofidis COF              | Cofidis COF |
| --------------------------------------------------- | ------------------------ | ----------- |
| Num                                                 | Coureur                  | Pos         |
| 141                                                 | Nacer Bouhanni (FRA)     | AB-2        |
| 142                                                 | Dimitri Claeys (BEL)     | AB-         |
| 143                                                 | Nicolas Edet (FRA)       | 31e         |
| 144                                                 | Christophe Laporte (FRA) | AB-6        |
| 145                                                 | Cyril Lemoine (FRA)      | 104e        |
| 146                                                 | Florian Sénéchal (FRA)   | 107e        |
| 147                                                 | Julien Simon (FRA)       | 109e        |
| 148                                                 | Geoffrey Soupe (FRA)     | 90e         |
| Directeurs sportifs : Jean-Luc Jonrond, Didier Rous |                          |             |

| Sunweb SUN                                               | Sunweb SUN             | Sunweb SUN |
| -------------------------------------------------------- | ---------------------- | ---------- |
| Num                                                      | Coureur                | Pos        |
| 151                                                      | Michael Matthews (AUS) | 32e        |
| 152                                                      | Nikias Arndt (GER)     | 91e        |
| 153                                                      | Warren Barguil (FRA)   | 8e         |
| 154                                                      | Roy Curvers (NED)      | 101e       |
| 155                                                      | Simon Geschke (GER)    | 53e        |
| 156                                                      | Sam Oomen (NED)        | 14e        |
| 157                                                      | Tom Stamsnijder (NED)  | NP-8       |
| 158                                                      | Zico Waeytens (BEL)    | AB-8       |
| Directeurs sportifs : Morten Bennekou, Arthur van Dongen |                        |            |

| UAE Emirates UAD                                      | UAE Emirates UAD      | UAE Emirates UAD |
| ----------------------------------------------------- | --------------------- | ---------------- |
| Num                                                   | Coureur               | Pos              |
| 161                                                   | Diego Ulissi (ITA)    | 27e              |
| 162                                                   | Matteo Bono (ITA)     | AB-1             |
| 163                                                   | Andrea Guardini (ITA) | AB-6             |
| 164                                                   | Manuele Mori (ITA)    | 95e              |
| 165                                                   | Simone Petilli (ITA)  | 55e              |
| 166                                                   | Jan Polanc (SLO)      | 83e              |
| 167                                                   | Ben Swift (GBR)       | 63e              |
| 168                                                   | Federico Zurlo (ITA)  | 128e             |
| Directeurs sportifs : Simone Pedrazzini, Mario Scirea |                       |                  |

| Dimension Data DDD                                              | Dimension Data DDD                     | Dimension Data DDD |
| --------------------------------------------------------------- | -------------------------------------- | ------------------ |
| Num                                                             | Coureur                                | Pos                |
| 171                                                             | Serge Pauwels (BEL)                    | 57e                |
| 172                                                             | Natnael Berhane (ERI)                  | 100e               |
| 173                                                             | Tyler Farrar (USA)                     | AB-8               |
| 174                                                             | Omar Fraile (ESP)                      | AB-7               |
| 175                                                             | Reinardt J. van Rensburg (RSA) (Route) | AB-3               |
| 176                                                             | Benjamin King (USA)                    | 105e               |
| 177                                                             | Youcef Reguigui (ALG)                  | 126e               |
| 178                                                             | Kristian Sbaragli (ITA)                | 75e                |
| Directeurs sportifs : Jean-Pierre Heynderickx, Bingen Fernández |                                        |                    |

| Bora-Hansgrohe BOH                                | Bora-Hansgrohe BOH        | Bora-Hansgrohe BOH |
| ------------------------------------------------- | ------------------------- | ------------------ |
| Num                                               | Coureur                   | Pos                |
| 181                                               | Jan Bárta (CZE)           | 35e                |
| 182                                               | Erik Baška (SVK)          | NP-6               |
| 183                                               | Sam Bennett (IRL)         | AB-8               |
| 184                                               | Emanuel Buchmann (GER)    | AB-1               |
| 185                                               | Michal Kolář (SVK)        | AB-8               |
| 186                                               | Patrick Konrad (AUT)      | 26e                |
| 187                                               | José Mendes (POR) (Route) | 98e                |
| 188                                               | Juraj Sagan (SVK) (Route) | 125e               |
| Directeurs sportifs : Christian Pömer, Jens Zemke |                           |                    |

| Direct Énergie DEN                                      | Direct Énergie DEN     | Direct Énergie DEN |
| ------------------------------------------------------- | ---------------------- | ------------------ |
| Num                                                     | Coureur                | Pos                |
| 191                                                     | Bryan Coquard (FRA)    | AB-7               |
| 192                                                     | Lilian Calmejane (FRA) | 45e                |
| 193                                                     | Sylvain Chavanel (FRA) | 21e                |
| 194                                                     | Antoine Duchesne (CAN) | AB-8               |
| 195                                                     | Jonathan Hivert (FRA)  | HD-1               |
| 196                                                     | Julien Morice (FRA)    | AB-8               |
| 197                                                     | Adrien Petit (FRA)     | 121e               |
| 198                                                     | Angélo Tulik (FRA)     | AB-8               |
| Directeurs sportifs : Jimmy Engoulvent, Lylian Lebreton |                        |                    |

| Fortuneo-Vital Concept FVC                         | Fortuneo-Vital Concept FVC | Fortuneo-Vital Concept FVC |
| -------------------------------------------------- | -------------------------- | -------------------------- |
| Num                                                | Coureur                    | Pos                        |
| 201                                                | Daniel McLay (GBR)         | AB-7                       |
| 202                                                | Maxime Bouet (FRA)         | AB-2                       |
| 203                                                | Arnaud Gérard (FRA)        | 120e                       |
| 204                                                | Romain Hardy (FRA)         | 15e                        |
| 205                                                | Arnold Jeannesson (FRA)    | 34e                        |
| 206                                                | Pierre-Luc Périchon (FRA)  | 99e                        |
| 207                                                | Laurent Pichon (FRA)       | 66e                        |
| 208                                                | Eduardo Sepúlveda (ARG)    | 59e                        |
| Directeurs sportifs : Yvon Caër, Sébastien Hinault |                            |                            |

| Delko-Marseille Provence-KTM DMP                       | Delko-Marseille Provence-KTM DMP | Delko-Marseille Provence-KTM DMP |
| ------------------------------------------------------ | -------------------------------- | -------------------------------- |
| Num                                                    | Coureur                          | Pos                              |
| 211                                                    | Mauro Finetto (ITA)              | 20e                              |
| 212                                                    | Romain Combaud (FRA)             | 79e                              |
| 213                                                    | Rémy Di Grégorio (FRA)           | 113e                             |
| 214                                                    | Julien El Fares (FRA)            | 37e                              |
| 215                                                    | Delio Fernández (ESP)            | 86e                              |
| 216                                                    | Quentin Pacher (FRA)             | 43e                              |
| 217                                                    | Evaldas Šiškevičius (LTU)        | 106e                             |
| 218                                                    | Gatis Smukulis (LAT) (Route)     | 118e                             |
| Directeurs sportifs : Frédéric Rostaing, Hristo Zaykov |                                  |                                  |